# Colocleora cellularis
Colocleora cellularis là một loài bướm đêm trong họ Geometridae.